# Danmarks historiska unioner
Danmark har genom historien ingått i en rad unioner av olika slag. Dessa har både varit riktade mot Norden och mot Tyskland.
De vendiska vasallriken som ingick i det danska östersjöväldet under slutet av 1100-talet och början av 1200-talet behöll sina egna furstehus. Av dessa ingick furstendömet Mecklenburg sedan 1167, liksom grevskapet Schwerin sedan 1160, i det Tysk-romerska kejsardömet. Likåså gjorde även hertigdömet Pommern sedan 1170, dock som län under markgrevskapet Brandenburg, medan furstendömet Rügen och hertigdömet Pommerellen ännu inte var germaniserade.
Den danska överhögheten över landet norr om Elbe och dess biflod Elde erkändes 1214 av den tyske kejsaren Fredrik II (1194–1250). 1223–1225 var den danske kungen Valdemar Sejr (1170–1242) fängslad hos greven av Schwerin, Henrik I av Schwerin (död 1228). Efter förlusten i slaget vid Bornhöft (danska Bornhøved) 1227 kollapsade det danska väldet och endast Rügen kunde behållas.

## Historiska unioner
- Obotriterna 1129–1131
  - Knut Lavard (ca 1096–1131), dansk prins och jarl över Sønderjylland, utnämndes 1129 av den tyske kungen Lothar II av Supplinburg (1075–1137) till kung över de spridda obotritiska stammarna i Holstein och Mecklenburg.
- Furstendömet Rügen 1169–1438 (realunion).
  - Från 1234 även Stralsund.
  - Från 1241 även Greifswald.
  - 1325 ärvde hertigdömet Pommern-Wolgast Rügen som län under Danmark.
- Hertigdömet Pommern 1185–1227 (realunion).

Danmarks län under Brandenburg.
- Furstendömet Mecklenburg 1187–1227 (realunion).
- Grevskapet Schwerin 1187–1227 (realunion).
- Hertigdömet Pommerellen 1210–1227 (realunion).
- Friherrskapet Rostock 1300–1323 (realunion).
  - 1300 sökte Rostock danskt beskydd och blev län under Danmark.
  - 1314 blev Rostock Mecklenburgs län under Danmark.
  - 1323 upphörde Danmarks överhöghet över Rostock och friherrskapet uppgick i Mecklenburg.
- Hertigdömet Slesvig/Sønderjylland (tyska Schleswig) 1386–1460.
  - 1376–1386 var Sønderjylland ockuperat av grevskapet Holstein-Rendsburg.
  - 1386–1390 var Slesvig grevskapet Holstein-Rendsburgs län under Danmark. Hertigdom bytte då namn till Schleswig.
  - 1390 återförenades grevskapen Holstein-Rendsburg och Holstein-Kiel till grevskapet Holstein (danska Holsten). Slesvig följde då med och blev Holsteins län, fortfarande under dansk överhöghet. Holstein (liksom dess tidigare delningar) ingick i Tysk-romerska riket, medan Slesvig stod utanför.
  - 1424 erkändes den danska överhögheten över Slesvig av den tyske kungen Sigmund (1368–1437). (Se även freden i Vordingborg 1435).
- Grevskapet Holstein och hertigdömet Slesvig (Schleswig-Holstein) 1460–1864 (personalunion / realunion).

Holstein var Danmarks län inom Tysk-romerska riket och Slesvig var Holsteins län under Danmark (Ribeavtalet 1460). Lübeck som sedan 1226 var fri riksstad ingick inte.
- - 1474 blev Holstein hertigdöme.
  - 1474 förlänades bonderepubliken Ditmarsken (tyska Ditmarschen) av tyske kejsaren Fredrik III (1415–1493) till danske kungen Kristian I (1426–1481), utan att området i realiteten togs över.
  - 1490–1523 delades hertigdömen Schleswig och Holstein i två delar: Den ena under Danmarks kung, den andra under hertigen av Gottorp, Fredrik (1471–1533). När denne blev Danmarks kung under namnet Fredrik I återförenades de två hertigdömena.
  - 1510 bröts Hamburg ut ur Holstein och blev fri riksstad.
  - 1544 delades Slesvig-Holstein i tre delar: förutom den danske kungens område, del-hertigdömena Holstein-Gottorp och Holstein-Haderslev.
  - 1559 erövrades Ditmarsken och delades mellan Slesvig-Holsteins tre enheter, men med bibehållen autonomi.
  - 1580 delades Holstein-Haderslev mellan danske kungens område och Holstein-Gottorp.
  - 1640 införlivades grevskapet Holstein-Pinneberg genom arv i den danske kungens del av Holstein.
  - 1649–1721 bröts Grevskapet Rantzau ut ur den danske kungens del av Holstein.
  - 1721 införlivades de slesvigska delarna av Holstein-Gottorp med den danske kungens område (freden i Nystad). 1713–1807 ingick Helgoland i den slesvigska delen av Holstein-Gottorp (Se även stora nordiska kriget och Napoleonkrigen).
  - 1773 införlivades även de holsteinska delarna av Holstein-Gottorp med den danske kungens område (helstatsprogrammet).
  - 1864 blev Schleswig-Holstein en provins i kungariket Preussen (Dansk-tyska kriget och freden i Wien).

(Se även eiderprogrammet, eiderdanskar och slesvig-holsteinska kriget.)
- Danmark-Norge 1380–1397 (personalunion).
  - Olof Håkansson (1370–1387) var kung av Danmark 1376–1387 och kung av Norge 1380–1387.
  - Drottning Margareta (1353–1412), förmyndare för sonen Olof som regent i Norge och Danmark. Regerande drottning från 1387, dessutom drottning av Sverige från 1389.
  - Utvidgades 1397 till Kalmarunionen.
- Kalmarunionen: Sverige (inklusive riksdelen Finland) med Danmark och Norge (inklusive Island och Färöarna) 1397–1524 (personal- och realunion).
  - Instiftades formellt vid unionsmötet i Kalmar 1397, i praktiken redan 1389, då Margareta, som redan var regerande drottning av Danmark och Norge, blev regerande drottning av Sverige.
  - Förutom de instiftande staterna ingick:
    - Grönland under Norge till mellan 1369 och 1409.
    - Shetlandsöarna och Orkneyöarna under Norge till 1468.
    - Slesvig som Holstein-Rendsburgs län under Danmark till 1390, därefter som Holsteins län under Danmark till 1460.
    - Rügen som Pommern-Wolgasts län under Danmark till 1438
    - Helgoland under Danmark till början av 1400-talet.
    - Gotland under Danmark till 1394; 1408–1439 och från 1449.
    - Pommern-Stolp 1397–1439 (personalunion).
    - Oberpfalz 1443–1448 (personalunion).
    - Schleswig-Holstein från 1460 (personalunion).

  - Fyra gånger bröt sig Sverige ut ur unionen: 1448–1457; 1464–1497; 1501–1520 och från 1523. 1449 deltog även Norge i utbrytningen i personalunion med Sverige.
  - Upplöstes formellt vid Malmö recess 1524, men inte förrän vid freden i Stettin 1570 avsade sig Danmark alla anspråk på att återupprätta unionen.
- Danmark-Norge 1524–1536 och 1660–1814.
  - Efter Kalmarunionens upplösning 1524 blev Norge 1536 en dansk provins, för att 1660 åter bli ett rike i personalunion med Danmark.
- Grevskapet Oldenburg 1667–1773 (personalunion).
  - Inklusive grevskapet Delmenhorst till 1767.
- Skandinaviska myntunionen med Norge och Sverige 1873–1924 (valutaunion).
- Island 1918–1944 (personalunion).

## Nutida unioner
- Nordiska passunionen från 1954 (passunion).
- Europeiska unionen (EU) från 1973 (före 1993 Europeiska gemenskapen (EG)).
- Schengensamarbetet från 2001 (passunion)

Ersätter huvudsakligen Nordiska passunionen.

## Liknande förhållanden
I sammanhanget kan även nämnas:
- Hansan 1200-talet – 1536
  - Under 1200-talet fick Hansan handelsrättigheter vid Skånemarknaden i Skanör och Falsterbo. Även i Köpenhamn, Ribe och Ålborg var Hansan representerad.
  - Det var med Hansans stöd Valdemar Atterdag (troligen 1321–1375) kunde väljas till kung 1340 i de områden som varit pantsatta åt greve Gerhard III av Holstein (ca 1292–1340).
  - Grevefejden 1534–1536 innebar att Hansans inflytande över den danska utrikeshandeln upphörde.
- Påvestolen och Katolska kyrkan 1320–1536.
  - År 948, under Harald Blåtands regeringstid ca 954 – ca 984, upprättades Danmarks första biskopssäten under ärkestiftet Hamburg-Bremen i Ribe och Århus.
  - Harald Blåtand (död 986 eller 987) var den förste danske kungen som lät döpa sig senast vid mitten av 960-talet.
  - 1103/1104 frigjordes kyrkan i Danmark från Hamburg-Bremen då Lund blev ärkebiskopssäte för hela Norden. Mellan 1133 och 1138 var de nordiska kyrkorna åter tillfälligt underordnade Hamburg-Bremen. I och med att ärkestiften i Nidaros (Trondheim) och Uppsala avskildes 1152 respektive 1164 blev Danmark en nationell kyrkoprovins.
  - Ärkebiskop Eskil (ca 1100 – 1181/1182) anslöt sig till den gregorianska reformrörelsen och försökte frigöra kyrkan från kungamaktens inflytande, varför han 1161–1168 tvingades i landsflykt. (Se även Investiturstriden och Wormskonkordatet.)
  - Efter försoning mellan Valdemar den store (1131–1182) och kyrkan blev Knut VI (1162–1202) den förste danske kungen som kröntes 1170, varmed kyrkan bekräftade kungamaktens värdighet.
  - Ärkebiskop Anders Sunesen (ca 1161–1228) lyckades stärka kyrkans ställning och införa stora delar av den kanoniska rätten vid ett kyrkomöte på Själland och ett annat i Slesvig 1222. Men ända till Kristofer II:s (1276–1332) handfästning 1320, rådde strid mellan kungamakten och kyrkan om utnämningsrätten. 1259–1275 och 1299–1303 var Danmark belagt med interdikt.
  - 1536 genomfördes reformationen av Kristian III (1503–1559) efter grevefejden.
- Tysk-romerska riket 1460–1806
  - Personalunionerna med Schleswig-Holstein och Oldenburg gjorde de danska regenterna till tyska riksfurstar.